# Woodcreek
Woodcreek est une ville du centre du comté de Hays au Texas, aux États-Unis,.
Le Jacob's Well est situé à proximité,. 

## Démographie
Lors du recensement de 2010, la ville comptait une population de 217 habitants. Elle est estimée, en 2016, à 243 habitants.

### Source de la traduction
- (en) Cet article est partiellement ou en totalité issu de l’article de Wikipédia en anglais intitulé « Woodcreek, Texas » (voir la liste des auteurs).